# Freedom (låt)
Freedom är en låt framförd av Faith Kakembo i Melodifestivalen 2022. Låten som deltog i den tredje deltävlingen, gick direkt vidare till final.
Låten är skriven av artisten själv, Anderz Wrethov, Laurell Barker och Palle Hammarlund.